# Diarreia aguda
A diarreia aguda é o aumento súbito do número de evacuações, com duração de até 14 dias, normalmente sendo sanado entre três a cinco dias.

## Causas
Normalmente é causada por presença de parasitas, normalmente vírus, protozoários, fungos e bactérias. Os parasitas podem produzir toxinas que inibem a absorção de água pelo intestino, aumentando o volume de fezes.
Mas também pode ser causada pelo consumo excessivo de álcool e certos alimentos. Mulheres podem apresentar um certo grau de diarreia, antes do período menstrual, ou durante. Situações de estresse podem também levar a diarreia, mas, assim que atenuado o problema emocional, a diarreia cessa.
Ainda o uso de antibióticos variados pode levar a esse quadro.

## Sintomas
Além do aumento do volume fecal e necessidade de evacuação, podemos ainda encontrar em um primeiro estágio:
- Cólicas;
- Aumento de flatulências;
- Dores abdominais e/ou retais;
- Mal-estar;
- Possíveis êmeses e ou náuseas.

Em grau mais avançado podem se encontrar estados febris e desidratação, podendo esta levar ao óbito.

## Transmissão
A transmissão dos parasitas pode se dar por vários meios dentre os destacados, consumo e/ou exposição de alimentos ou água contaminada, e higiene pessoal não adequada.

## Histórico
A diarreia aguda é uma doença em que a sua mortalidade é causada principalmente pela desidratação, ou seja, se logo no início da diarreia a criança receber líquidos pela veia (hidratação venosa) ou pela boca (hidratação oral), os líquidos perdidos pelas fezes (água e sal), serão então repostos, impedindo que ela venha a piorar ou morrer por causa da desidratação causada pela diarreia.
A desidratação causada pela diarreia matava 5 milhões de crianças por ano até 1980, porque esses pacientes não tinham acesso aos hospitais para fazer a hidratação venosa.
No início de 1960 descobriu-se a composição dos SRO (Sais de Reidratação Oral), uma substância capaz de hidratar o paciente por via oral sem necessidade de hidratação venosa. Essa descoberta foi considerada pela revista Lancet como "potencialmente um dos maiores avanços médicos dos século XX".
Observou-se durante a pesquisa que, para o líquido ser bem absorvido pelo intestino, era necessário que na sua composição existisse sal e glicose em determinadas concentrações. Desta forma, a Organização Mundial de Saúde (OMS), elaborou os SRO e passou a distribui-los em todo o mundo principalmente nos países em desenvolvimento, para o tratamento da desidratação causada pela diarreia. Esse tipo de tratamento passou a ser chamado de TRO (Terapia de Reidratação Oral). Com essa medida a mortalidade infantil por desidratação caiu de 5 para 3 milhões de óbitos por ano. Portanto, a finalidade da TRO não é parar a diarreia mas reidratar o paciente repondo os líquidos perdidos durante a doença. A diarreia deve parar por si mesmo quando todos os microrganismos que contaminaram o paciente forem eliminados junto com as fezes, o que pode durar em média de 3 a 14 dias. Durante esse período a criança fica recebendo os SRO e se alimentando normalmente, até a diarreia parar. O uso de antibióticos ou outros remédios na tentativa de parar a diarreia pode até prolongar o tempo de doença, portanto não é aconselhável esse tipo de conduta.
Os SRO são compostos de cloreto de sódio (3,5g), potássio, citrato e glicose (20g) e são distribuídos em pacotes para serem diluídos em 1 litro de água e ingeridos após cada evacuação líquida. Enquanto isso, o paciente permanece se alimentando normalmente, até parar a diarreia. Os SRO tem o objetivo tanto de prevenir como de tratar da desidratação, ou seja, sua ingestão deve ser iniciada logo que comece a diarreia.
Como os SRO não chegam a todas as pessoas com diarreia, começou-se a preconizar a Solução Sal Açúcar (SSA), ou Soro caseiro, muito divulgado pela Pastoral da Igreja Católica juntamente com o Ministério da Saúde, mas com a finalidade de prevenir a desidratação pois esta solução só contem sal e açúcar (o açúcar substitui a glicose), na sua composição, não sendo adequada quando o paciente que já está desidratado.
Para o seu preparo usa-se uma colher de plástico, criada em 1975 pelo Dr Hendrata, na Indonésia, que é constituída de um cabo com duas colheres de tamanhos diferentes, uma em cada extremidade. Uma das medidas (a menor) serve para medir o sal e a maior para medir o açúcar. Essas duas substâncias são diluídas em aproximadamente 200 ml de água e o paciente deverá tomar a solução aos poucos após cada evacuação diarréica.
O problema continua sendo a falta de distribuição da colher de dupla concha para medir o sal e o açúcar. Alguns autores têm recomendado o uso de colheres de chá, tampinhas de garrafa e até pitada (usando os dedos), para medir o sal e o açúcar quando não se dispõe de a colher medida padrão. Os erros na medição existem principalmente, quando não se usa medidas adequadas e padronizadas. Se houver sal demais, esse excesso passa para o sangue  (hipernatriemia) e se açúcar demais pode aumentar a diarreia. Sal ou açúcar de menos não vai repor adequadamente os líquidos perdidos na diarreia. Com se vê, o ideal é adotar o uso de uma medida padronizada como a colher de dupla concha preconizada pelo Dr Hendrata.
As normas do Ministério da Saúde para o uso da TRO no tratamento da desidratação são as seguinte: criança com diarreia mas sem sinais de desidratação, deverá usar SRO ou soro caseiro e outros líquidos e manter a alimentação adequada até parar o processo diarreico. Criança com diarreia e com sinais de desidratação deverá permanecer no hospital por aproximadamente 4 horas, fazendo uso dos SRO e depois quando já tiverem desaparecido os sinais de desidratação poderá ir para casa e utilizar a SSA ou mesmo os SRO para prevenir a desidratação. Se os sinais de desidratação forem graves (menos de 5% dos casos) está contra-indicada a TRO e deverá ser usada a hidratação venosa.
Na preparação do Soro Caseiro usam-se as mesmas concentrações de sal (cloreto de sódio) que existem na SRO, ou seja, 3,5g para cada litro de água. Quanto a sacarose (que vai substituir a glicose) usa-se 40g para cada litro de água.